# Juniperus excelsa
Juniperus excelsa är en cypressväxtart som beskrevs av M.-bieb. Juniperus excelsa ingår i släktet enar, och familjen cypressväxter. IUCN kategoriserar arten globalt som livskraftig.

## Underarter
Arten delas in i följande underarter:
- J. e. excelsa
- J. e. polycarpos

## Bildgalleri

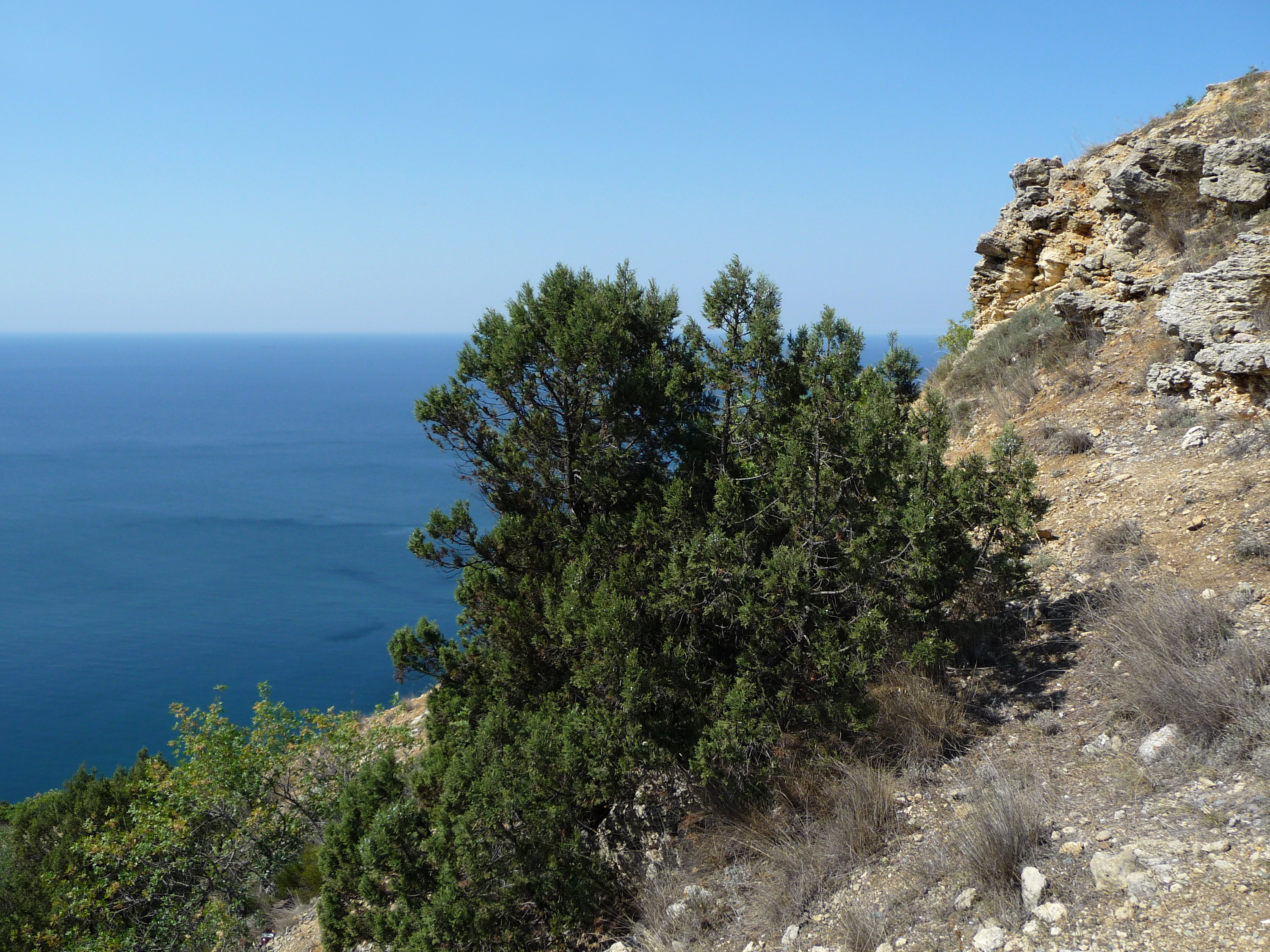
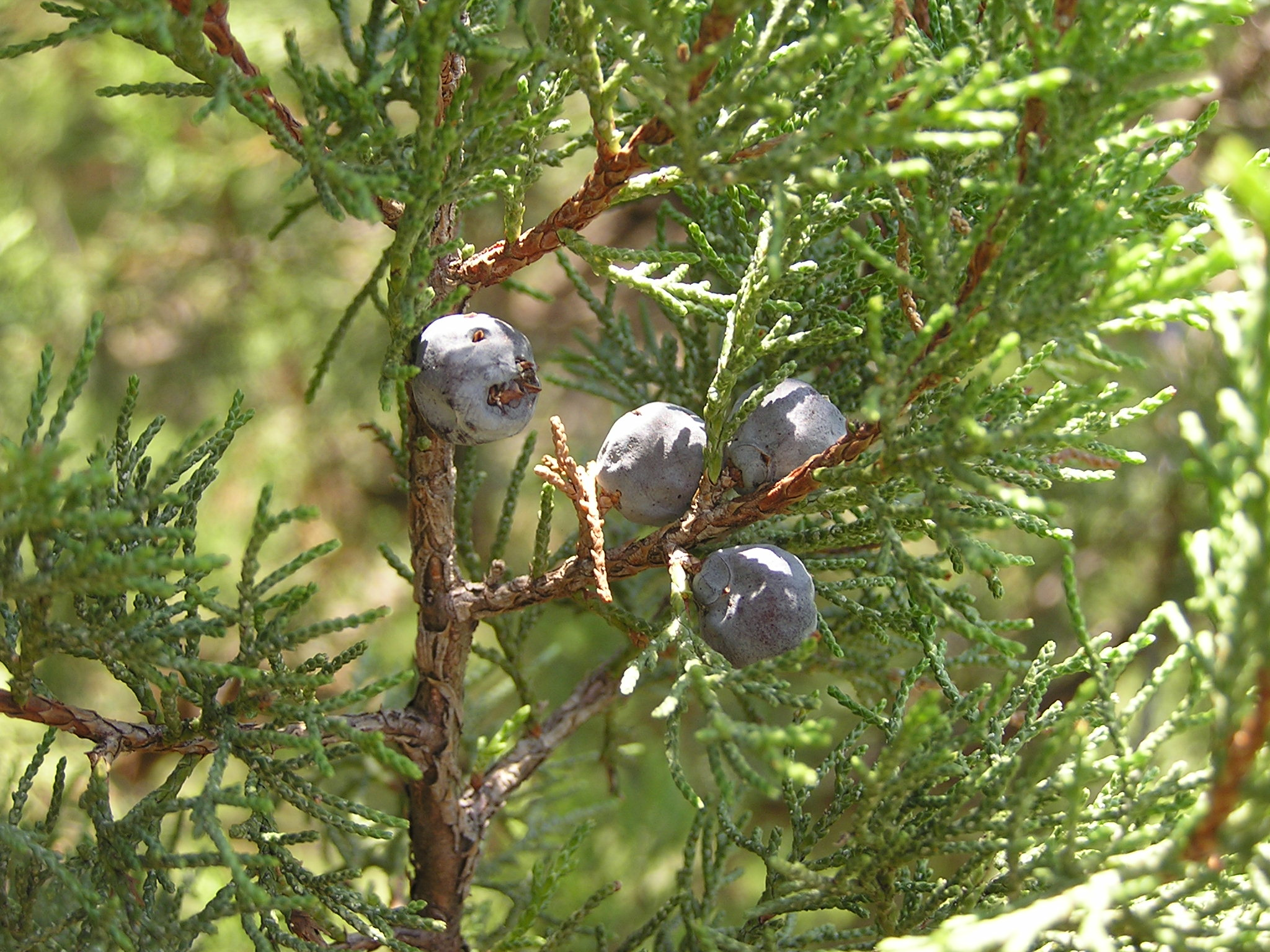
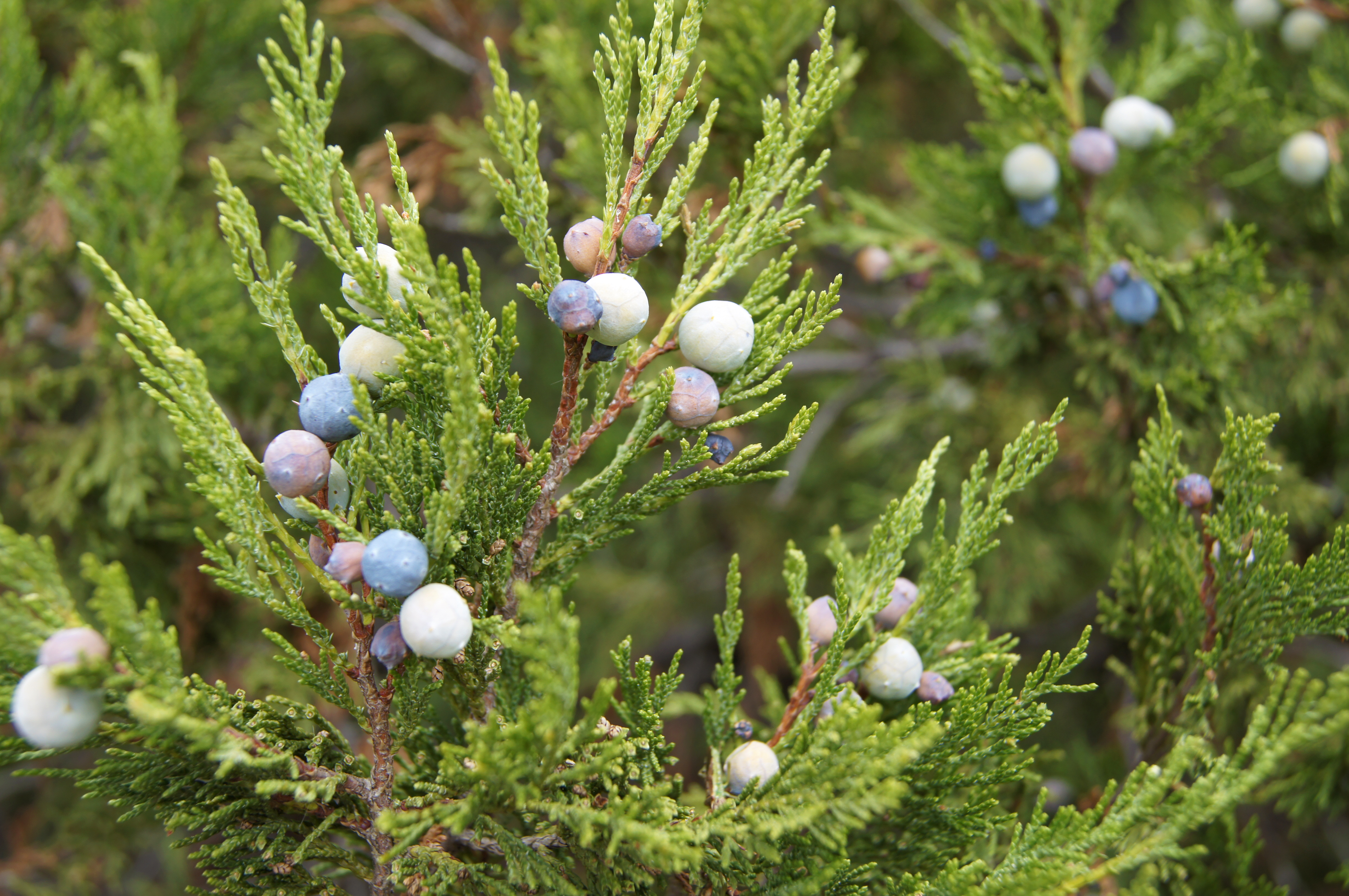
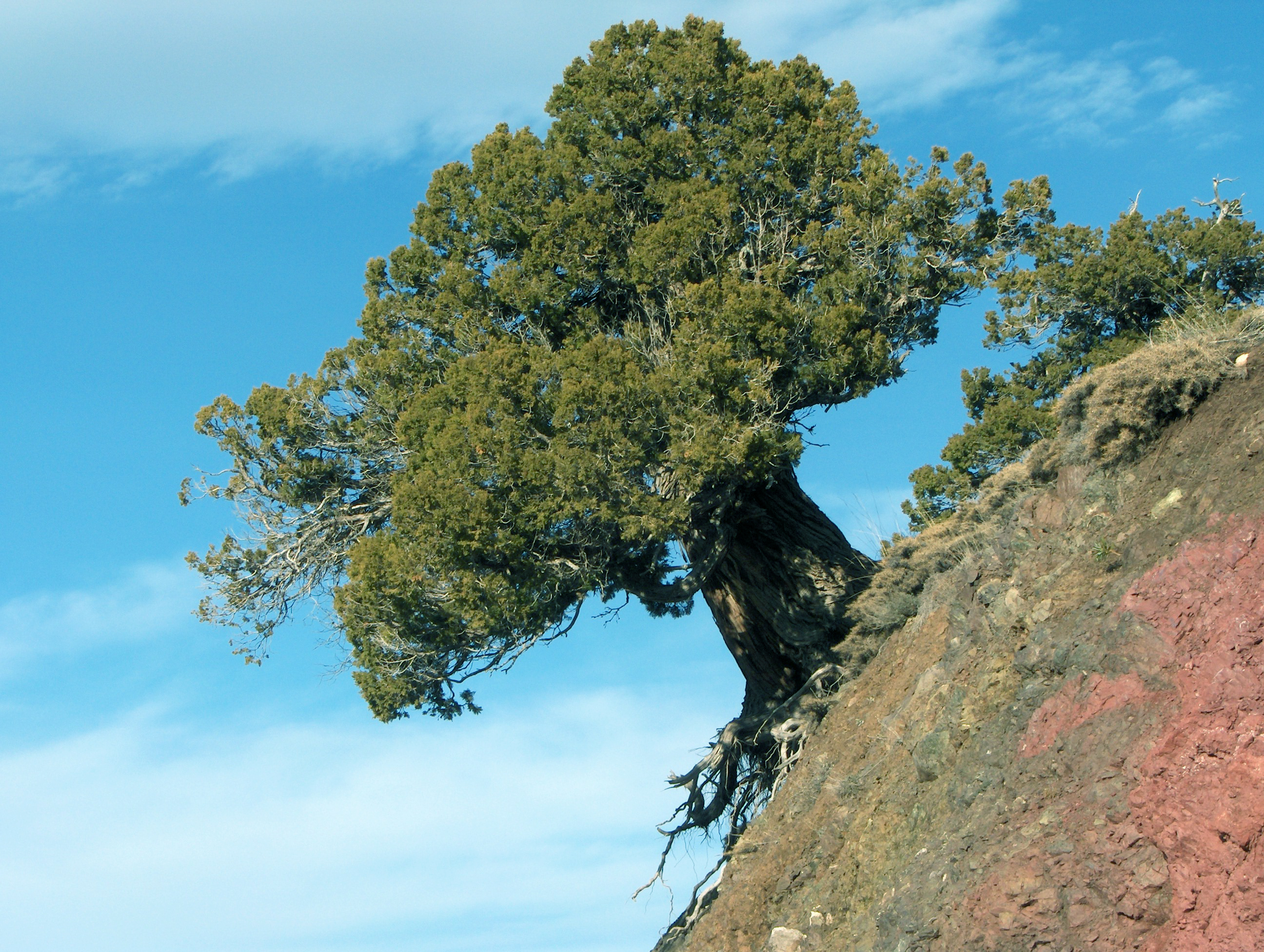
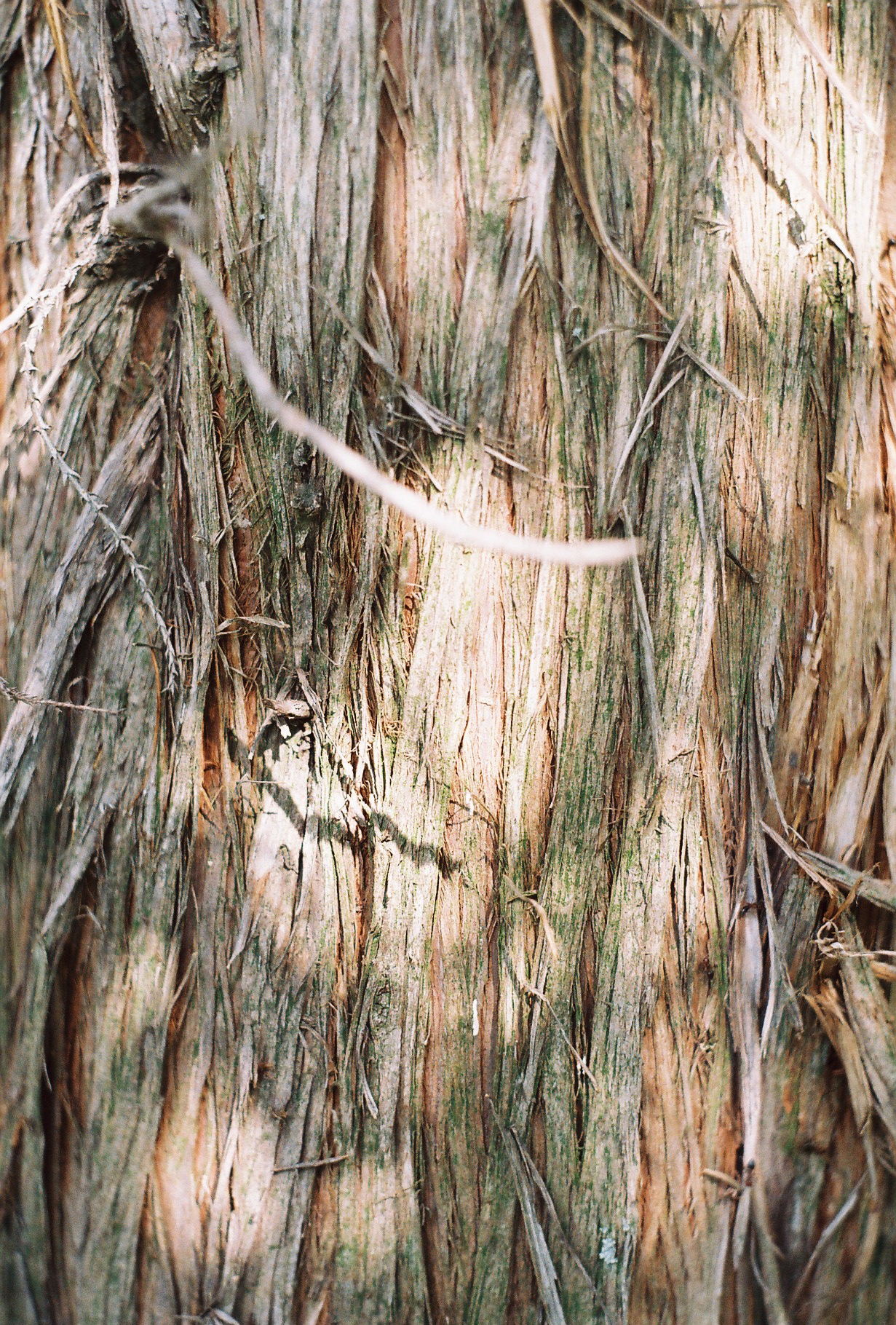
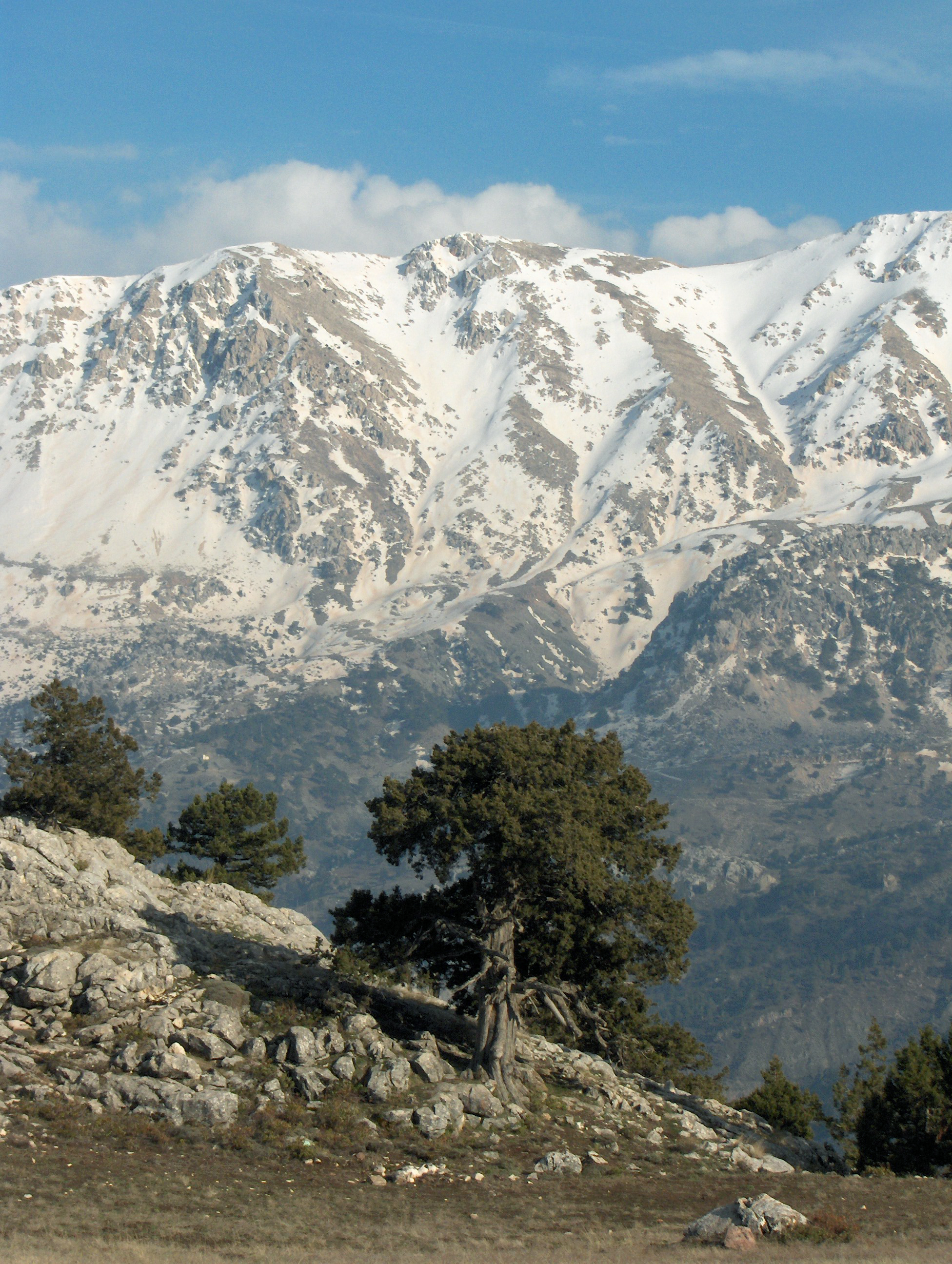